# Tinnea aethiopica
Tinnea aethiopica là một loài thực vật có hoa trong họ Hoa môi. Loài này được Kotschy ex Hook.f. miêu tả khoa học đầu tiên năm 1867.